# Xenephias socotranus
Xenephias socotranus är en insektsart som beskrevs av Kevan, D.K.M. 1973. Xenephias socotranus ingår i släktet Xenephias och familjen Pyrgomorphidae. Inga underarter finns listade i Catalogue of Life.